# Kiyoe Yoshioka
Kiyoe Yoshioka (吉岡聖恵 Yoshioka Kiyoe?) es una cantante japonesa. Es vocalista de la banda de J-Pop Ikimonogakari. Nació el 29 de febrero de 1984 en Shizuoka, Shizuoka. Se graduó en la preparatoria Ebina y en la Universidad de música Showa.

## Persona
Nació en Shizuoka, Shizuoka. Aproximadamente a la edad de 5 años su familia se trasladó a Atsugi, Kanagawa.
El hermano mayor de Kiyoe era compañero de clase de Mizuno Yoshiki (水野良樹?) y Yamashita Hotaka (山下穂尊?), los otros dos miembros de la banda. En 1999 Yoshiki y Hotaka comenzaron a presentarse en vivo en la estación Sagami Ōno. En noviembre de ese mismo año Kiyoe se unió a la banda formada anteriormente por Yoshiki y Hotaka.
En 2002 ella asistía a la Universidad de música Showa, esto causó que entrara en estado de depresión y ya dejaría de cantar. Yoshiki intentó de persuadirla pero todo terminó siendo una pelea. En 2003, Hotaka, que acababa de regresar de un viaje del extranjero, logró convencerla y las actividades de la banda fueron reanudadas.

### Actividad musical
La actividad principal de Kiyoe como miembro de Ikimonogakari es ser vocalista. La composición de los temas siempre suele correr a cargo de Yoshiki y Hotaka, por lo que en rara ocasión se observa algún tema compuesto por Kiyoe. Entre los temas que ella ha compuesto se encuentran los siguientes:
- Chikoku shichau yo (ちこくしちゃうよ?) y Tsuki to atashi to reizōko (月とあたしと冷蔵庫?). Ambos temas se grabaron en el álbum Life Album y fueron compuestos por Hotaka y Kiyoe.

- Boku wa koko ni iru (僕はここにいる?) grabado en el álbum My song Your song (tercer álbum de Ikimonogakari).
- Mirai wakusei (未来惑星?) grabado en el álbum Hajimari no uta (cuarto álbum de Ikimonogakari).
- Shiroi diary (白いダイアリー shiroi daiarī?) grabado en el álbum NEWTRAL (quinto álbum de Ikimonogakari).
- Kimi ga iru (キミがいる?) (19.no sencillo de Ikimonogakari).

- GOLDEN GIRL (29.no sencillo de Ikimono Gakari).

Al momento de la composición de canciones, Kiyoe intenta no tener mucho apoyo de Yoshiki y Hotaka. Con respecto a esto Yoshiki ha dicho "Creo que sería malo no incluir las canciones que Kiyoe ha hecho". Sin embargo, acerca de la composición de "Shiroi diary (白いダイアリー shiroi daiarī?)" Hotaka ha dicho "Kiyoe ha tenido tenido algunos problemas al momento de componer la letra, debido a esto le he dado algunos consejos".

### Acerca de Kiyoe
- El primer CD de música que ha comprado fue "CROSS ROAD" de Mr.Children.[6] El primer concierto al que asistió fue a un concierto de Yuzu.
- Cuando su padre estudiaba la escuela secundaria fue compañero de Hara Tatsunori (原辰徳?) (mánager del equipo de béisbol Yomiuri Giants).[7]
- Tiene un hermano mayor y un hermano seis años menor que ella. Su hermano mayor fue compañero de Yoshiki y Hotaka durante la escuela secundaria. También fue vocalista de la banda de Punk HotSpring.[8]
- Ella ayudaba a su abuelo con las cosechas de su granja.[9]

- El 21 de agosto de 2010, durante el partido de béisbol entre Yomiuri Giants contra Hanshin Tigers, realizó un primer lanzamiento ceremonial pero la pelota golpeó el piso, a un lado del Home plate.

## Apariciones en los medios

### Televisión
- BUNGO -Nihon Bunka Cinema- (Tokyo Broadcasting System Television febrero de 2010).
- Ikimonogakari Yoshioka Kiyoe Portrait (NHK BS Premium 2 de diciembre de 2012).

### Radio
- Ikimonogakari Yoshioka Kiyoe All Night Nippon (Nippon Broadcasting System 9 de enero de 2009 al 22 de diciembre de 2010).[10]

### Películas
- La película Pokémon: Genesect y el despertar de una leyenda como Eevee[11] (Estrenada en 13 de julio de 2013).